# Osvaldo Dorticós Torrado
Osvaldo Dorticós Torrado, kubanski odvetnik, revolucionar in politik, * 17. april 1919, † 23. junij 1983.
Torrado je bil predsednik Kube med 17. julijem 1959 in 2. decembrom 1976.